# De curis mulierum
De curis mulierum (en català Sobre els tractaments per la dona) és un text de Trotula de Salern escrit al segle xii que forma part del conjunt de textos anomenat Trotula. El text parla sobre els tractaments, coneixements, i institucions mèdiques que tradicionalment passaven de donar en dona per via oral. La còpia més antiga conservada de De curis mulierum data de principis del segle xiii, i es troba a la Bodleian Library a Oxford.